# Cortiella cortioides
Cortiella cortioides là một loài thực vật có hoa trong họ Hoa tán. Loài này được (C.Norman) M.F.Watson mô tả khoa học đầu tiên năm 1996.